# Magnesiumdiuranaat
Magnesiumdiuranaat is een anorganische verbinding met magnesium en uranium, met als brutoformule MgU2O7. Het staat ook bekend als MDU en maakt een groot deel uit van de zogenaamde yellowcake, een mengsel van verschillende uraniumzouten dat ontstaat in het zuiveringsproces van uraniumertsen. Magnesiumdiuranaat is slecht oplosbaar in water, waardoor het in een slurry neerslaat.